# Sky Sport 4K
Sky Sport 4K trasmette i principali eventi di Sky Sport in 4K HDR, ed è disponibile per i clienti con decoder Sky Q Platinum e Black via satellite e via internet tramite Sky Glass o Sky Stream. 
Alcuni contenuti, come le partite in casa dell'Olimpia Milano in Euroleague Basketball e il Torneo di Wimbledon, sono visibili solo con il pacchetto Sky Sport; le partite di Serie A e Serie B sono visibili solo con il pacchetto Sky Calcio; mentre i documentari e le produzioni Sky Original e i match di UEFA Champions League, UEFA Europa League, UEFA Europa Conference League, Premier League e Bundesliga sono visibili con il pacchetto Sky Sport e/o Sky Calcio.